# Matar Muhammad
 (juin 2012).
Si vous disposez d'ouvrages ou d'articles de référence ou si vous connaissez des sites web de qualité traitant du thème abordé ici, merci de compléter l'article en donnant les références utiles à sa vérifiabilité et en les liant à la section « Notes et références ».
Matar Muhammad est un joueur de buzuq gitan né au Liban en 1939 et décédé en 1995.
Il existe un débat quant au lieu de naissance de Matar Muhammad, selon certains auteurs il serait né dans la plaine de la Bekaa, selon d'autres, à Alarida, petit village libanais situé à la frontière nord avec la Syrie, dans une famille gitane.
Son père et son frère aîné l’initient dès l'âge de sept ans au buzuq, instrument oriental à corde pincée de la famille des luths à long manche (proche du saz turc ou du bouzouki grec - mais permettant à la différence du bouzouki l'interprétation des mélodies orientales contenant des quarts de tons).
Il est découvert par le compositeur libanais Romeo Lahoud qui l’intègre rapidement dans son groupe. Il se fait connaître du grand public en 1965 avec la pièce de théâtre Ardouna ila abad, présentée au festival de Baalbek.

## Style de jeu
Issu d’une tradition transmise de père en fils, sans aucune formation académique, il fait preuve de virtuosité tant au niveau de l'interprétation des modes classiques de la musique orientale (Maqâm) que de celle des chansons folkloriques et traditionnelles libano-syriennes. Il a également composé des chansons, comme Akhadou interprétée par la chanteuse libanaise Sabah.
Son style de jeu s'appuie sur un mélange complexe de techniques purement orientales ornementées de techniques issues d'autres styles internationaux, telles que jazz, flamenco, musique classique indienne (ce qui n'est pas sans rappeler les origines indiennes des populations gitanes), ce qui a permis d'élargir les possibilités propres au buzuq, instrument utilisé uniquement, à l'origine, pour interpréter les chansons folkloriques et traditionnelles.
Il atteint son apogée dans les années 1970 avec une série de concerts au théâtre de la Ville à Beyrouth.

## Discographie
- Musique traditionnelle arabe sur bousoq, Alvarès C468
- Liban - Matar Muhammad, buzuq, 1995.
- Liban - Matar Muhammad, Hommage à un maître du buzuq, 1996.